# Кубок России по волейболу среди мужчин 2010
XVIII турнир на Кубок России по волейболу памяти Константина Кузьмича Ревы проходил с 17 сентября по 25 декабря 2010 года. В соревнованиях приняли участие 22 команды: 12 представителей Суперлиги и 10 коллективов высшей лиги «А». Обладателем Кубка впервые в истории стал новосибирский «Локомотив».

## Предварительный этап
Матчи проводились в четырёх зонах, сформированных по территориальному принципу. Команды играли в два круга: представители зоны Москвы по разъездному календарю, остальные — по туровой системе. От участия отказались первоначально заявленные «Динамо-ЛО» (Сосновый Бор) и «Прикамье» (Пермь). 3 уральские, 5 сибирских и по 4 команды из двух других зон вышли в полуфинальный этап.
Согласно регламенту соревнования участниками полуфинального этапа автоматически становились команды, откомандировавшие в сборную России не менее трёх игроков. Это относилось к московскому «Динамо», из которого в национальную команду были вызваны Сергей Гранкин, Евгений Сивожелез и Дмитрий Щербинин, и к «Локомотиву-Белогорью», делегировавшего в сборную Дениса Бирюкова, Дмитрия Мусэрского и Тараса Хтея.

### Зона Москвы
|                                  | 1        | 2        | 3        | 4        | 5        | 6        | И  | В | П | С/П   | О  |
| -------------------------------- | -------- | -------- | -------- | -------- | -------- | -------- | -- | - | - | ----- | -- |
| 1. «Искра» (Одинцово)            |          | 2:3, 3:2 | 3:0, 3:0 | 3:1, 2:3 | 3:0, 3:2 | 2:3, 3:0 | 10 | 7 | 3 | 27:14 | 22 |
| 2. «Факел» (Новый Уренгой)       | 3:2, 2:3 |          | 0:3, 0:3 | 3:2, 3:1 | 2:3, 3:0 | 3:1, 3:0 | 10 | 6 | 4 | 22:18 | 18 |
| 3. «Динамо» (Москва)             | 0:3, 0:3 | 3:0, 3:0 |          | 2:3, 3:2 | 1:3, 3:0 | 2:3, 3:2 | 10 | 5 | 5 | 20:19 | 15 |
| 4. МГТУ (Москва)                 | 1:3, 3:2 | 2:3, 1:3 | 3:2, 2:3 |          | 0:3, 3:0 | 3:0, 3:1 | 10 | 5 | 5 | 21:20 | 15 |
| 5. «Динамо-Янтарь» (Калининград) | 0:3, 2:3 | 3:2, 0:3 | 3:1, 0:3 | 3:0, 0:3 |          | 1:3, 3:0 | 10 | 4 | 6 | 15:21 | 12 |
| 6. «Грозный»                     | 3:2, 0:3 | 1:3, 0:3 | 3:2, 2:3 | 0:3, 1:3 | 3:1, 0:3 |          | 10 | 3 | 7 | 13:26 | 8  |

17 сентября. МГТУ — «Грозный» — 3:0 (25:13, 25:9, 25:15).

18 сентября. «Грозный» — МГТУ — 1:3 (25:23, 23:25, 21:25, 23:25). «Динамо-Янтарь» — «Искра» — 0:3 (12:25, 20:25, 23:25).

19 сентября. «Динамо» — «Грозный» — 2:3 (18:25, 25:21, 32:30, 22:25, 13:15).

20 сентября. «Грозный» — «Динамо» — 2:3 (21:25, 25:21, 23:25, 25:22, 13:15). «Искра» — «Динамо-Янтарь» — 3:2 (21:25, 17:25, 25:22, 25:20, 15:11).

22 сентября. «Искра» — «Грозный» — 2:3 (21:25, 13:25, 25:20, 25:23, 9:15). «Динамо» — «Динамо-Янтарь» — 1:3 (25:17, 23:25, 27:29, 23:25).

23 сентября. «Грозный» — «Искра» — 0:3 (20:25, 16:25, 16:25). «Динамо-Янтарь» — «Динамо» — 0:3 (23:25, 22:25, 21:25).

25 сентября. «Динамо» — «Искра» — 0:3 (28:30, 17:25, 23:25).

28 сентября. «Грозный» — «Динамо-Янтарь» — 3:1 (25:18, 28:30, 25:16, 25:19). «Динамо» — МГТУ — 2:3 (25:20, 22:25, 25:20, 22:25, 13:15).

29 сентября. «Динамо-Янтарь» — «Грозный» — 3:0 (25:16, 25:15, 25:19).

30 сентября. «Факел» — «Грозный» — 3:1 (25:22, 25:22, 29:31, 26:24).

1 октября. «Динамо-Янтарь» — МГТУ — 3:0 (25:22, 25:19, 25:20). «Грозный» — «Факел» — 0:3 (17:25, 19:25, 13:25).

2 октября. МГТУ — «Динамо-Янтарь» — 3:0 (25:21, 25:19, 25:21).

5 октября. «Динамо-Янтарь» — «Факел» — 3:2 (25:20, 17:25, 25:18, 15:25, 15:8).

6 октября. МГТУ — «Динамо» — 2:3 (27:25, 23:25, 20:25, 27:25, 8:15). «Факел» — «Динамо-Янтарь» — 3:0 (25:21, 25:22, 25:22).

9 октября. МГТУ — «Факел» — 2:3 (18:25, 25:21, 25:20, 14:25, 10:15).

10 октября. «Факел» — МГТУ — 3:1 (25:19, 22:25, 25:20, 25:19).

13 октября. «Искра» — «Факел» — 2:3 (23:25, 25:22, 22:25, 26:24, 12:15).

14 октября. «Факел» — «Искра» — 2:3 (25:23, 25:22, 23:25, 23:25, 19:21).

16 октября. «Динамо» — «Факел» — 3:0 (25:15, 25:15, 27:25).

17 октября. «Искра» — МГТУ — 3:1 (25:20, 25:22, 16:25, 25:20). «Факел» — «Динамо» — 0:3 (17:25, 31:33, 19:25).

18 октября. МГТУ — «Искра» — 3:2 (25:18, 20:25, 27:29, 25:22, 15:12).

20 октября. «Искра» — «Динамо» — 3:0 (25:13, 25:21, 25:16).

### Зона Северо-Запада и Юга
|                                     | 1        | 2        | 3        | 4        | 5        | И | В | П | С/П   | О  |
| ----------------------------------- | -------- | -------- | -------- | -------- | -------- | - | - | - | ----- | -- |
| 1. «Ярославич» (Ярославль)          |          | 0:3, 3:2 | 3:2, 3:1 | 3:0, 3:0 | 3:2, 3:1 | 8 | 7 | 1 | 21:11 | 18 |
| 2. «Динамо» (Краснодар)             | 3:0, 2:3 |          | 3:2, 1:3 | 3:1, 3:1 | 2:3, 3:1 | 8 | 5 | 3 | 20:14 | 16 |
| 3. «Локомотив-Белогорье» (Белгород) | 2:3, 1:3 | 2:3, 3:1 |          | 3:0, 1:3 | 2:3, 3:0 | 8 | 3 | 5 | 17:16 | 12 |
| 4. НОВА (Новокуйбышевск)            | 0:3, 0:3 | 1:3, 1:3 | 0:3, 3:1 |          | 3:2, 3:1 | 8 | 3 | 5 | 11:19 | 8  |
| 5. «Автомобилист» (Санкт-Петербург) | 2:3, 1:3 | 3:2, 1:3 | 3:2, 0:3 | 2:3, 1:3 |          | 8 | 2 | 6 | 13:22 | 6  |

Ярославль

1 октября. «Динамо» — «Автомобилист» — 2:3 (25:21, 19:25, 25:27, 25:20, 13:15). «Ярославич» — НОВА — 3:0 (25:23, 29:27, 25:20).

2 октября. НОВА — «Динамо» — 1:3 (15:25, 25:17, 22:25, 21:25). «Локомотив-Белогорье» — «Ярославич» — 2:3 (25:22, 25:16, 22:25, 14:25, 14:16).

3 октября. «Автомобилист» — НОВА — 2:3 (22:25, 25:16, 26:24, 23:25, 13:15). «Динамо» — «Локомотив-Белогорье» — 3:2 (26:28, 18:25, 25:18, 25:13, 16:14).

4 октября. «Локомотив-Белогорье» — «Автомобилист» — 2:3 (27:29, 25:22, 25:22, 21:25, 21:23). «Ярославич» — «Динамо» — 0:3 (23:25, 23:25, 19:25).

5 октября. НОВА — «Локомотив-Белогорье» — 0:3 (20:25, 19:25, 22:25). «Автомобилист» — «Ярославич» — 2:3 (25:22, 25:23, 15:25, 20:25, 13:15).
Белгород

15 октября. «Автомобилист» — «Динамо» — 1:3 (25:23, 25:27, 21:25, 21:25). НОВА — «Ярославич» — 0:3 (23:25, 19:25, 23:25).

16 октября. «Динамо» — НОВА — 3:1 (26:24, 17:25, 25:17, 25:23). «Ярославич» — «Локомотив-Белогорье» — 3:1 (25:23, 19:25, 25:23, 25:22).

17 октября. НОВА — «Автомобилист» — 3:1 (25:22, 25:22, 19:25, 25:22). «Локомотив-Белогорье» — «Динамо» — 3:1 (25:21, 25:15, 15:25, 25:21).

18 октября. «Динамо» — «Ярославич» — 2:3 (17:25, 25:22, 25:23, 22:25, 10:15). «Автомобилист» — «Локомотив-Белогорье» — 0:3 (27:29, 16:25, 21:25).

19 октября. «Ярославич» — «Автомобилист» — 3:1 (22:25, 26:24, 26:24, 25:18). «Локомотив-Белогорье» — НОВА — 1:3 (21:25, 24:26, 25:17, 20:25).

### Зона Урала
|                                       | 1        | 2        | 3        | 4        | 5        | И | В | П | С/П   | О  |
| ------------------------------------- | -------- | -------- | -------- | -------- | -------- | - | - | - | ----- | -- |
| 1. «Зенит» (Казань)                   |          | 3:1, 3:1 | 3:0, 3:1 | 3:1, 3:0 | 3:0, 3:1 | 8 | 8 | 0 | 24:5  | 24 |
| 2. «Урал» (Уфа)                       | 1:3, 1:3 |          | 3:1, 3:0 | 2:3, 3:2 | 3:0, 2:3 | 8 | 4 | 4 | 18:15 | 13 |
| 3. «Локомотив-Изумруд» (Екатеринбург) | 0:3, 1:3 | 1:3, 0:3 |          | 3:0, 3:0 | 3:0, 3:0 | 8 | 4 | 4 | 14:12 | 12 |
| 4. «Губерния» (Нижний Новгород)       | 1:3, 0:3 | 3:2, 2:3 | 0:3, 0:3 |          | 2:3, 3:0 | 8 | 2 | 6 | 11:20 | 7  |
| 5. ТНК-BP (Оренбург)                  | 0:3, 1:3 | 0:3, 3:2 | 0:3, 0:3 | 3:2, 0:3 |          | 8 | 2 | 6 | 7:22  | 4  |

Казань

1 октября. «Локомотив-Изумруд» — ТНК-BP — 3:0 (25:14, 25:18, 25:17). «Урал» — «Губерния» — 2:3 (25:21, 22:25, 25:21, 21:25, 14:16).

2 октября. «Губерния» — «Локомотив-Изумруд» — 0:3 (20:25, 18:25, 11:25). «Зенит» — «Урал» — 3:1 (23:25, 25:16, 25:17, 25:21).

3 октября. ТНК-BP — «Губерния» — 3:2 (20:25, 21:25, 25:20, 25:20, 15:9). «Локомотив-Изумруд» — «Зенит» — 0:3 (19:25, 18:25, 22:25).

4 октября. «Урал» — «Локомотив-Изумруд» — 3:1 (25:20, 25:19, 25:27, 25:18). «Зенит» — ТНК-BP — 3:0 (25:20, 25:16, 25:21).

5 октября. ТНК-BP — «Урал» — 0:3 (23:25, 18:25, 16:25). «Губерния» — «Зенит» — 1:3 (26:24, 19:25, 22:25, 14:25).
Уфа

15 октября. ТНК-BP — «Локомотив-Изумруд» — 0:3 (16:25, 16:25, 21:25). «Губерния» — «Урал» — 2:3 (16:25, 25:19, 22:25, 25:13, 13:15).

16 октября. «Локомотив-Изумруд» — «Губерния» — 3:0 (25:20, 25:23, 25:19). «Урал» — «Зенит» — 1:3 (24:26, 19:25, 25:18, 17:25).

17 октября. «Губерния» — ТНК-BP — 3:0 (25:17, 25:23, 25:13). «Зенит» — «Локомотив-Изумруд» — 3:1 (25:22, 19:25, 25:20, 25:15).

18 октября. ТНК-BP — «Зенит» — 1:3 (16:25, 25:18, 21:25, 25:27). «Локомотив-Изумруд» — «Урал» — 0:3 (19:25, 20:25, 21:25).

19 октября. «Зенит» — «Губерния» — 3:0 (25:19, 25:11, 27:25). «Урал» — ТНК-BP — 2:3 (18:25, 25:14, 22:25, 25:17, 15:17).

### Зона Сибири
|                                    | 1        | 2        | 3        | 4        | 5        | 6        | И  | В | П | С/П   | О  |
| ---------------------------------- | -------- | -------- | -------- | -------- | -------- | -------- | -- | - | - | ----- | -- |
| 1. «Локомотив» (Новосибирск)       |          | 3:1, 3:2 | 1:3, 3:0 | 3:1, 3:0 | 3:0, 3:1 | 3:0, 3:0 | 10 | 9 | 1 | 28:8  | 26 |
| 2. «Газпром-Югра» (Сургут)         | 1:3, 2:3 |          | 3:1, 3:1 | 3:2, 3:1 | 3:0, 3:0 | 3:0, 2:3 | 10 | 7 | 3 | 26:14 | 22 |
| 3. «Кузбасс» (Кемерово)            | 3:1, 0:3 | 1:3, 1:3 |          | 3:0, 3:0 | 3:0, 3:2 | 3:1, 3:1 | 10 | 7 | 3 | 23:14 | 20 |
| 4. «Дорожник» (Красноярск)         | 1:3, 0:3 | 2:3, 1:3 | 0:3, 0:3 |          | 3:2, 2:3 | 3:2, 3:1 | 10 | 3 | 7 | 15:26 | 9  |
| 5. «Югра-Самотлор» (Нижневартовск) | 0:3, 1:3 | 0:3, 0:3 | 0:3, 2:3 | 2:3, 3:2 |          | 2:3, 3:0 | 10 | 2 | 8 | 13:26 | 8  |
| 6. «Тюмень»                        | 0:3, 0:3 | 0:3, 3:2 | 1:3, 1:3 | 2:3, 1:3 | 3:2, 0:3 |          | 10 | 2 | 8 | 11:28 | 5  |

Новосибирск

1 октября. «Тюмень» — «Кузбасс» — 1:3 (23:25, 16:25, 25:14, 20:25). «Газпром-Югра» — «Дорожник» — 3:2 (25:20, 22:25, 25:16, 38:40, 15:13). «Локомотив» — «Югра-Самотлор» — 3:0 (27:25, 25:16, 25:17).

2 октября. «Дорожник» — «Тюмень» — 3:2 (18:25, 19:25, 25:21, 25:23, 15:10). «Югра-Самотлор» — «Кузбасс» — 0:3 (20:25, 16:25, 15:25). «Локомотив» — «Газпром-Югра» — 3:1 (23:25, 25:23, 25:19, 25:23).

3 октября. «Кузбасс» — «Дорожник» — 3:0 (25:22, 25:23, 25:18). «Газпром-Югра» — «Югра-Самотлор» — 3:0 (25:18, 25:16, 25:13). «Тюмень» — «Локомотив» — 0:3 (19:25, 13:25, 20:25).

5 октября. «Югра-Самотлор» — «Дорожник» — 2:3 (22:25, 25:11, 20:25, 25:23, 15:17). «Газпром-Югра» — «Тюмень» — 3:0 (25:22, 25:20, 25:20). «Локомотив» — «Кузбасс» — 1:3 (20:25, 27:25, 19:25, 21:25).

6 октября. «Тюмень» — «Югра-Самотлор» — 3:2 (18:25, 25:18, 25:23, 19:25, 15:11). «Кузбасс» — «Газпром-Югра» — 1:3 (25:23, 26:28, 22:25, 19:25). «Дорожник» — «Локомотив» — 1:3 (23:25, 19:25, 25:22, 21:25).
Сургут

15 октября. «Кузбасс» — «Тюмень» — 3:1 (15:25, 25:18, 25:19, 25:17). «Югра-Самотлор» — «Локомотив» — 1:3 (17:25, 23:25, 25:23, 16:25). «Дорожник» — «Газпром-Югра» — 1:3 (17:25, 25:20, 16:25, 19:25).

16 октября. «Кузбасс» — «Югра-Самотлор» — 3:2 (25:23, 22:25, 22:25, 25:14, 15:12). «Тюмень» — «Дорожник» — 1:3 (18:25, 16:25, 26:24, 17:25). «Газпром-Югра» — «Локомотив» — 2:3 (23:25, 25:21, 24:26, 34:32, 10:15).

17 октября. «Дорожник» — «Кузбасс» — 0:3 (21:25, 15:25, 19:25). «Локомотив» — «Тюмень» — 3:0 (25:17, 25:19, 25:15). «Югра-Самотлор» — «Газпром-Югра» — 0:3 (18:25, 25:27, 17:25).

19 октября. «Кузбасс» — «Локомотив» — 0:3 (21:25, 14:25, 15:25). «Дорожник» — «Югра-Самотлор» — 2:3 (22:25, 14:25, 25:18, 25:14, 10:15). «Тюмень» — «Газпром-Югра» — 3:2 (19:25, 25:17, 25:22, 21:25, 15:11).

20 октября. «Локомотив» — «Дорожник» — 3:0 (25:23, 25:22, 25:16). «Югра-Самотлор» — «Тюмень» — 3:0 (27:25, 25:20, 25:19). «Газпром-Югра» — «Кузбасс» — 3:1 (18:25, 26:24, 26:24, 25:22).

## Полуфинальный этап
Победители групп вышли в финальный этап.

### Группа А
|                                    | 1   | 2   | 3   | 4   | И | В | П | С/П | О |
| ---------------------------------- | --- | --- | --- | --- | - | - | - | --- | - |
| 1. «Зенит» (Казань)                |     | 3:0 | 3:0 | 3:0 | 3 | 3 | 0 | 9:0 | 9 |
| 2. «Урал» (Уфа)                    | 0:3 |     | 3:0 | 3:1 | 3 | 3 | 0 | 6:4 | 6 |
| 3. «Югра-Самотлор» (Нижневартовск) | 0:3 | 0:3 |     | 3:2 | 3 | 1 | 2 | 3:8 | 2 |
| 4. «Ярославич» (Ярославль)         | 0:3 | 1:3 | 2:3 |     | 3 | 0 | 3 | 3:9 | 1 |

Нижневартовск

9 ноября. «Ярославич» — «Урал» — 1:3 (21:25, 25:15, 14:25, 16:25). «Зенит» — «Югра-Самотлор» — 3:0 (25:11, 30:28, 25:22).

10 ноября. «Зенит» — «Ярославич» — 3:0 (25:17, 25:18, 25:22). «Югра-Самотлор» — «Урал» — 0:3 (21:25, 20:25, 23:25).

11 ноября. «Урал» — «Зенит» — 0:3 (27:29, 25:27, 13:25) . «Ярославич» — «Югра-Самотлор» — 2:3 (25:20, 25:15, 15:25, 21:25, 18:20).

### Группа Б
|                                       | 1   | 2   | 3   | 4   | И | В | П | С/П | О |
| ------------------------------------- | --- | --- | --- | --- | - | - | - | --- | - |
| 1. «Локомотив-Белогорье» (Белгород)   |     | 3:2 | 3:1 | 3:0 | 3 | 3 | 0 | 9:3 | 8 |
| 2. «Газпром-Югра» (Сургут)            | 2:3 |     | 3:1 | 3:1 | 3 | 2 | 1 | 8:5 | 7 |
| 3. «Локомотив-Изумруд» (Екатеринбург) | 1:3 | 1:3 |     | 3:0 | 3 | 1 | 2 | 5:6 | 3 |
| 4. НОВА (Новокуйбышевск)              | 0:3 | 1:3 | 0:3 |     | 3 | 0 | 3 | 1:9 | 0 |

Сургут

9 ноября. «Локомотив-Белогорье» — НОВА — 3:0 (25:19, 25:15, 25:20). «Газпром-Югра» — «Локомотив-Изумруд» — 3:1 (25:19, 22:25, 25:19, 25:21).

10 ноября. НОВА — «Локомотив-Изумруд» — 0:3 (13:25, 19:25, 21:25). «Локомотив-Белогорье» — «Газпром-Югра» — 3:2 (26:24, 18:25, 22:25, 25:19, 15:10).

11 ноября. «Локомотив-Изумруд» — «Локомотив-Белогорье» — 1:3 (21:25, 23:25, 25:20, 16:25). «Газпром-Югра» — НОВА — 3:1 (25:22, 25:18, 17:25, 25:23).

### Группа В
|                         | 1   | 2   | 3   | 4   | И | В | П | С/П | О |
| ----------------------- | --- | --- | --- | --- | - | - | - | --- | - |
| 1. «Динамо» (Москва)    |     | 3:1 | 3:1 | 3:2 | 3 | 3 | 0 | 9:4 | 8 |
| 2. «Искра» (Одинцово)   | 1:3 |     | 3:1 | 2:3 | 3 | 1 | 2 | 6:7 | 4 |
| 3. «Динамо» (Краснодар) | 1:3 | 1:3 |     | 3:0 | 3 | 1 | 2 | 5:6 | 3 |
| 4. МГТУ (Москва)        | 2:3 | 3:2 | 0:3 |     | 3 | 1 | 2 | 5:8 | 3 |

Москва

9 ноября. «Динамо» М — МГТУ — 3:2 (23:25, 20:25, 28:26, 26:24, 15:9). «Искра» — «Динамо» Кр — 3:1 (25:19, 22:25, 25:20, 25:21).

10 ноября. МГТУ — «Динамо» Кр — 0:3 (18:25, 22:25, 20:25). «Динамо» М — «Искра» — 3:1 (22:25, 25:21, 25:17, 25:22).

11 ноября. ««Динамо»» Кр — «Динамо» М — 1:3 (25:21, 24:26, 22:25, 21:25). «Искра» — МГТУ — 2:3 (22:25, 19:25, 25:20, 25:19, 10:15).

### Группа Г
|                              | 1   | 2   | 3   | 4   | И | В | П | С/П | О |
| ---------------------------- | --- | --- | --- | --- | - | - | - | --- | - |
| 1. «Локомотив» (Новосибирск) |     | 3:0 | 3:1 | 3:0 | 3 | 3 | 0 | 9:1 | 9 |
| 2. «Факел» (Новый Уренгой)   | 0:3 |     | 3:1 | 3:0 | 3 | 2 | 1 | 6:4 | 6 |
| 3. «Кузбасс» (Кемерово)      | 1:3 | 1:3 |     | 3:0 | 3 | 1 | 2 | 5:6 | 3 |
| 4. «Дорожник» (Красноярск)   | 0:3 | 0:3 | 0:3 |     | 3 | 0 | 3 | 0:9 | 0 |

Новосибирск

9 ноября. «Локомотив» — «Дорожник» — 3:0 (25:21, 25:15, 25:14). «Факел» — «Кузбасс» — 3:1 (25:22, 22:25, 25:15, 25:21).

10 ноября. «Локомотив» — «Факел» — 3:0 (28:26, 25:23, 25:17) . «Дорожник» — «Кузбасс» — 0:3 (23:25, 19:25, 15:25).

11 ноября. «Кузбасс» — «Локомотив» — 1:3 (17:25, 25:22, 14:25, 21:25). «Факел» — «Дорожник» — 3:0 (25:21, 25:19, 26:24).

## «Финал четырёх» в Новосибирске

### Полуфиналы
24 декабря
| «Динамо» (Москва) | 3:0 (25:21, 25:17, 25:21) | «Локомотив-Белогорье» |
| «Локомотив»       | 3:0 (27:25, 25:23, 25:16) | «Зенит»               |

### Матч за 3-е место
25 декабря
| «Локомотив-Белогорье» | 2:3 (25:23, 33:35, 25:21, 21:25, 12:15) | «Зенит» |

### Финал
| 25 декабря | \| «Локомотив» \| 3:1 \| «Динамо» (Москва) \| \| Андрей Ащев (7) Николай Леоненко (11) Александр Бутько (3) Николай Павлов (24) Матиас Раймейкерс (8) Антон Дубровин (12) Валерий Комаров (л) Андрей Зубков (0) Филипп Воронков (0) \| Голы \| Роман Яковлев (16) Сергей Гранкин (3) Данте (20) Алексей Казаков (10) Петер Вереш (12) Дмитрий Щербинин (4) Хачатур Степанян (л) Павел Круглов (0) Павел Зайцев (0) Александр Корнеев (0) \| | Новосибирск СКК «Север» Зрителей: 2600 |
| Счёт по партиям — 17:25, 25:22, 25:21, 25:21. Время матча — 1 час 35 минут. | | |
| СМИ: Кубок остаётся в Новосибирске // Чемпионат.ру | | |
| «Локомотив» | 3:1 | «Динамо» (Москва) |
| Андрей Ащев (7) Николай Леоненко (11) Александр Бутько (3) Николай Павлов (24) Матиас Раймейкерс (8) Антон Дубровин (12) Валерий Комаров (л) Андрей Зубков (0) Филипп Воронков (0) | Голы | Роман Яковлев (16) Сергей Гранкин (3) Данте (20) Алексей Казаков (10) Петер Вереш (12) Дмитрий Щербинин (4) Хачатур Степанян (л) Павел Круглов (0) Павел Зайцев (0) Александр Корнеев (0) |

### Индивидуальные призы
- MVP и лучший в атаке — Николай Павлов
- Лучший на блоке — Дмитрий Мусэрский
- Лучший связующий — Александр Бутько
- Лучший либеро — Валерий Комаров